# Pseudocaranx
Pseudocaranx Bleeker, 1863 è un genere di pesci ossei marini appartenente alla famiglia Carangidae.

## Distribuzione e habitat
I membri del genere si incontrano in aree sparse in tutti gli oceani, specie nelle regioni tropicali e subtropicali. P. dentex è presente nel mar Mediterraneo ma comune solo nelle regioni meridionali e orientali di questo mare.

## Specie
- Pseudocaranx chilensis
- Pseudocaranx dentex
- Pseudocaranx dinjerra
- Pseudocaranx wrighti[1]